# Andrés Weintraub Pohorille
Félix Andrés Weintraub Pohorille (Santiago de Chile, 11 de diciembre de 1942) es un ingeniero, académico e investigador chileno, conocido por ser el receptor del Premio Nacional de Ciencias Aplicadas en el año 2000, por sus aportes al área forestal de su país con métodos matemáticos. Actualmente, se desempeña como profesor en la Facultad de Ciencias Físicas y Matemáticas de la Universidad de Chile, así como dirigente de Azul Azul S.A., empresa dueña del Club Universidad de Chile.
En el año 2012, fue electo como miembro de la National Academy of Engineering por "implementar sistemas innovadores de soporte a la toma de decisiones en recursos humanos y naturales en sudamérica".

## Reseña biográfica
Andrés nació en Santiago, en el año 1942. La educación básica y secundaria la realizó en el Instituto Hebreo. En su época de adolescente, paralelamente al colegio, asistía a los movimientos juveniles judíos y, en la época universitaria, participó del centro de estudiantes judíos CUJ un grupo para socializar entre los jóvenes judíos en Chile. Se casó en el 1967. Estudió Ingeniería Civil Eléctrica en la Universidad de Chile, graduándose en 1967. Posteriormente, se trasladó a Estados Unidos donde obtuvo un Magíster en Estadística en la Universidad de California en Berkeley y, en 1971, el Doctorado en Investigación Operativa en Ingeniería Industrial, en el mismo plantel.
Integrado a la comunidad Judía, trabajo en el Vaad Hajinuj – Directorio del Instituto Hebreo como tesorero y vicepresidente y su madre en el ambiente de wizo. Durante su desarrollo profesional siempre ha participado de la comunidad judía en Chile, como en el directorio de la comunidad de Bnei Israel y directorio del Instituto Hebreo. 
A partir de 1974, se incorporó como académico e investigador en la Universidad de Chile. Sus investigaciones le han llevado a obtener importantes distinciones a nivel mundial. Gracias a una serie de proyectos desarrollados desde 1989 con las cuatro principales empresas forestales de Chile, que derivaron en las aplicaciones computacionales Asicam (optimización del uso de camiones mediante la centralización de información y decisiones relativas al transporte de madera), Opticort (obtención del producto más rentable de cada bosque mediante un modelo que optimiza la relación entre demanda de productos y los árboles existentes en pie ), Planex (sistema gráfico que integra información sobre terrenos, caminos existentes y calidad del suelo para planear la localización de maquinaria y caminos de acceso), Optimed (planificación táctica que permite equilibrar la oferta con la demanda esperada por la empresa en el mediano plazo) y Medfor (modelo estratégico que permite evaluar el impacto de políticas silvícolas en el largo plazo), consiguió el premio Premio Edelman en 1998 junto con su equipo de trabajo y en el año 2000 el "Harold Larnder Memorial Prize", de Canadá. También recibe en el año 2000 el Premio Nacional de Ciencias Aplicadas y Tecnológicas, por su destacada labor en la creación y desarrollo de modelos matemáticos que mejoran la productividad en áreas vitales para la economía del país, como la actividad forestal y minera, creando un vínculo esencial entre matemáticas e ingeniería industrial. En el año 2012, fue reconocido por el Instituto de Ingenieros de Chile (medalla de oro). El 2013, fue nombrado doctor honoris causa de la Universidad de SLU, Suecia.
En la actualidad, es Presidente de la Federación Internacional de Sociedades de Investigación Operacional, IFORS, miembro de número de la Academia Chilena de Ciencias, miembro del Comité Editorial de la revista académica International Transactions in Operations Research y miembro del Comité Consultivo Internacional de "Operations Research", de Inglaterra.
Es autor de numerosas publicaciones internacionales, (indexadas en la plataforma Web of Science se encuentran 90 de ellas) y también se ha desempeñado como asesor en organismos extranjeros y en desarrollo de proyectos para Entel, CORFO, Codelco, CONAF y CONICYT.

## Distinciones
- Premio Nacional de Ciencias Aplicadas (2000)
- Premio Edelman (1998)
- Medalla de Oro del Instituto de Ingeniería de Chile (2012)
- Harold Lander Memorial Prize (2000)
- Premio Distinción de Actividades por el Instituto Chileno de Ingenieros (2004)